# Global IP Solutions
Global IP Solutions (GIPS, früher Global IP Sound) war eine ehemals an der Osloer Börse gehandelte Aktiengesellschaft mit Sitz in San Francisco, Kalifornien. Es stellte eingebettete Systeme zur Echtzeitkommunikation über IP-basierte Netzwerke her. Das Unternehmen wurde im Juli 1999 von Roar Hagen (CTO), Bastiaan Kleijn (Chief Scientist), Espen Fjogstad und Ivar T. Hognestad in Stockholm gegründet und im Mai 2010 durch Google Inc. für 68,2 Millionen US-Dollar aufgekauft. Hauptkonkurrent war zu der Zeit das Unternehmen Spirit DSP.
Bei Global IP Solutions entstanden unter anderem der internet Low Bitrate Codec (iLBC), der internet Speech Audio Codec (iSAC) und die Vorlage des WebRTC-Frameworks.